# Kesselt
Kesselt is een kerkdorp in de gemeente Lanaken in België, in de provincie Limburg. Kesselt was een gehucht van de gemeente Veldwezelt voor de fusie van 1977. Eerder nog was het een zelfstandige gemeente. Op 1 januari 2006 telde Kesselt 565 inwoners.
Het dorp ligt tussen de dorpen Veldwezelt en Vroenhoven, ten oosten van de verbindingsweg tussen deze beide dorpen en juist ten westen van het Albertkanaal.

## Geschiedenis

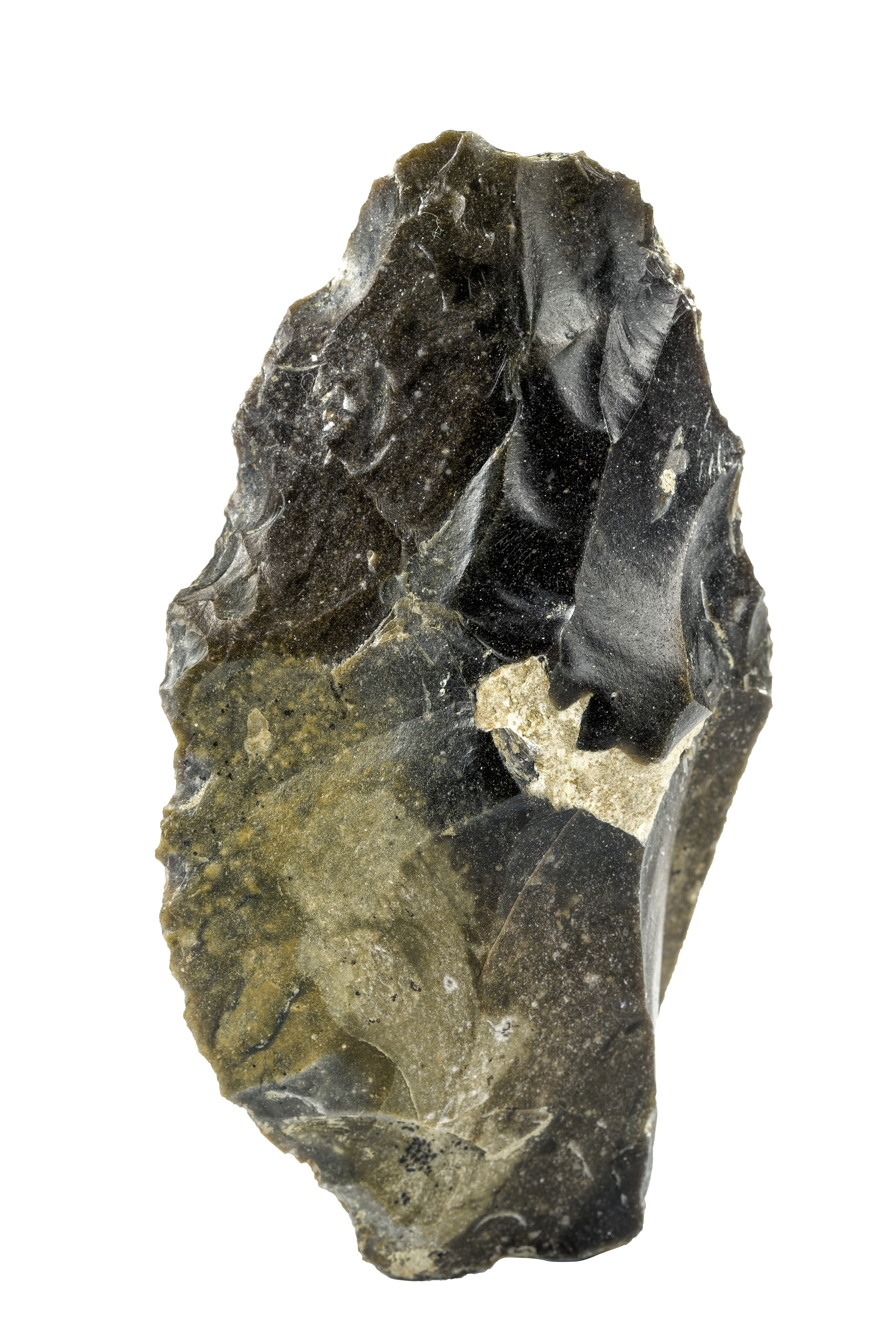
Vuurstenen vuistbijl, 500.000 tot 390.000 jaar oud, opgegraven in Kesselt Op de Schans, collectie van de KU Leuven, Gallo-Romeins Museum (Tongeren)

In de omgeving van Kesselt is al lang menselijke bewoning. Te Kesselt Op de Schans zijn waarschijnlijk de oudste archeologische voorwerpen van Vlaanderen en wellicht van de hele Benelux gevonden. Drie voorwerpen in silex van de Acheuleaancultuur, waaronder een vuistbijl, zijn tussen 500.000 en 390.000 jaar oud (vroeg-paleolithicum). Ze moeten gemaakt en gebruikt zijn door Homo heidelbergensis, de voorouder van de neanderthalers. Op dezelfde plaats zijn ook vier steenbewerkingsplaatsen gevonden van rond 280.000 jaar oud. Hier werd o.a. de Levalloistechniek toegepast om vuurstenen werktuigen te maken. Mogelijk is dit de oudste midden-paleolithische site van Noordwest-Europa. Jongere vondsten van rond 200.000 en rond 80.000 jaar oud zijn afkomstig van de neanderthalers.
Bij opgravingen, die begonnen in 2008, werd een nederzetting van de Eburonen uit de IJzertijd aangetroffen. Ook werden vier Romeinse waterputten uit de 2e of 3e eeuw gevonden. Deze behoorden bij een Romeinse nederzetting.
Er bestond te Kesselt vanouds een Sint-Michielskapel, die in 1380 nog ondergeschikt was aan het kapittel van de Onze-Lieve-Vrouwekerk te Maastricht. Later werd ze bediend door de parochie van Veldwezelt, en in 1849 werd een eigen parochiekerk gebouwd, de Sint-Michielskerk.

## Bekende personen
- Marino Keulen (Vlaams politicus)

## Natuur en landschap
Kesselt behoort tot de streek Droog-Haspengouw. Het ligt geologisch gezien op een plateau, dat omwille van de unieke kleisoort genoemd is naar het dorp (plateau van Kesselt). Het dorp geniet dan ook enige regionale bekendheid omwille van haar steenbakkerij. Kesselt ligt op een hoogte van ongeveer 98 meter. Ten oosten van Kesselt loopt het Albertkanaal en aan de overzijde van dit kanaal ligt nog een smalle strook Belgisch grondgebied, aangrenzend bij de Maastrichtse woonwijken Daalhof en Hazendans op Nederlands grondgebied.
De Kesseltse kip is een heuvel aan de rand van het Albertkanaal.

## Nabijgelegen kernen
Lafelt, Vroenhoven, Hees, Veldwezelt